# Thiermondingen
Thiermondingen (auch Tiermendingen, Diermundingen) ist eine abgegangene Ortschaft zwischen Vörstetten, Reute und Denzlingen. Sie befindet sich auf Vörstetter Gemeindegebiet.

## Geschichte
Die Siedlung wurde im Jahre 1008 in der Wildbann-Beschreibung von König Heinrich II. erstmals urkundlich erwähnt und bestand nach heutigem Kenntnisstand aus einigen Höfen sowie einer Nikolaus-Kapelle. Bis 1276 gehörte sie zum Besitz des Klosters Schuttern, danach fiel sie an die Freiburger Deutschherren. Seit dem 16. Jahrhundert ist die Ortschaft nahezu vollständig verschwunden, lediglich der Dermondinger Hof existierte, von 1512 an, noch bis 1733. Allerdings zeugt der Name des auf Vörstetter Gemarkung liegenden Dermedinger Wäldele noch heute von ihrem Dasein.
2008 wurde anlässlich des tausendjährigen Jubiläums der ersten Erwähnung eine Gedenktafel errichtet.